# Mørup (Fjenneslev Sogn)
 For alternative betydninger, se Mørup. (Se også artikler, som begynder med Mørup)
Mørup er en sædegård, der nævnes første gang i 1584 i et kongebrev til lensmand Peder Reedtz. I 1743 brændte gården ved vinterens begyndelse umiddelbart efter at høsten var kommet i hus. Ejeren Bolle Willum Luxdorph mistede sin fædrenearv og blev nødt til at sælge gården for at betale panthaverne .
Mørup er nu avlsgård under Sorø Akademi. Hovedbygningen er opført i 1801 og ombygget i 1830.
Gården ligger i Fjenneslev Sogn i Sorø Kommune og er på 268 hektar

## Ejere af Mørup
- (1584-1672) Kronen
- (1672-1678) Ulrik Frederik Gyldenløve
- (1678-1686) Frederik Christoffersen Gabel
- (1686-1695) Niels Christoffersen
- (1695-1698) Frantz Christian Bouorden
- (1698-1705) Johan Hacksen
- (1705-1716) Otto Korff
- (1716-1726) Christian Luxdorph
- (1726-1735) Susanne Magdalene Olesdatter Worm gift Luxdorph
- (1735-1748) Bolle Willum Luxdorph (skriver i sin dagbog[2] 7. august 1747: "Solte jeg min Gaard Mørup til Lars Biørn for 18000 Rdr. cour." og den 17. juni 1748:"Udstæd Skiøde til Lars Biørn paa Mørup Gaard oc Godss.").
- (1748-1755) Lars Bjørn
- (1755-1764) Holger Andersen Skeel
- (1764-1772) Regitze Sophie baronesse Güldencrone gift Skeel
- (1772-1776) Eggert Christopher lensgreve Knuth
- (1776-1786) Johan Henrik Eggertsen greve Knuth-Gyldensteen
- (1786-1803) Frederik Eggertsen greve Knuth-Knuthenborg
- (1803-1816) Iver Ammitzbøll
- (1816-1817) Dorothea Elisabeth Falckenthal gift (1) Ammitzböll (2) Ibsen
- (1817-1825) Peter Diderik Ibsen
- (1825-) Stiftelsen Sorø Akademi